# OMSI
Az OMSI egy német fejlesztésű autóbuszszimulátor-program, mely 2011 februárjában jelent meg a Marcel Kuhnt és Rüdiger Hülsmann tulajdonában lévő MR Software gondozásában. Teljes neve a „Der Omnibus Simulator”, melyből az Omsi rövidítés ered.

## Az alapok
A program telepítéskor két pályát és több MAN buszt tartalmaz, de bővíthető az internetről letöltött pálya és jármű csomagokkal. Az alap játék 1989-ben játszódik, Berlin-Spandau 92-es, 92E-s illetve 13N-es buszvonalán, a kétemeletes MAN SD-200, vagy MAN SD-202-vel és ezek altípusaival. Berlin mellett megtalálható egy fiktív falu (Grundorf) is, ahol a 76-os vonalon vezethetünk. Ez a pálya arra jó, hogy kitapasztaljuk a vezetést, jegyeladást és az egyéb funkciókat. A játék eredetileg német nyelven készült, de számos fordítás jelent meg hozzá.
Az első verzió még nem támogatta a csuklós buszokat, azonban a 2013 negyedik negyedévében megjelent Omsi 2 már igen.

### Kiegészítők
Több magyar Omsi kiegészítő létezik, ahonnan magyar nyelvű telepítési instrukciókkal lehet a pályákat és a buszokat letölteni. A kiegészítők telepítése és a program működési elve nagyon hasonlít a BVE nevű vonatszimulátorhoz, hiszen mindkettő csak egy hátteret biztosít a később, esetleg mások által elkészített modellek vezetéséhez, és önmagában bővítmények nélkül szinte élvezhetetlen, illetve a bővítményeket gyakran "fapados" módon nekünk kell a megfelelő mappába behelyeznünk. Készültek hozzá jobb kormányos buszok, bal oldalon közlekedős pályák is.

## OMSI 2
A 2013-ban kiadott „Der Omnibus Simulator 2” kompatibilis a felhasználók által korábban készített vonalakkal és járművekkel.